# Carolina Augusta da Gama
Carolina Augusta da Gama (8 de setembro de 1828 - 29 de junho de 1915) foi uma nobre portuguesa, filha de Faustino da Gama e Maria Adelaide. Casou em 27 de outubro de 1845 com Júlio Gomes da Silva Sanches, com quem teve um filho, que morreu solteiro, e duas filhas, uma delas Carolina Júlia da Gama da Silva Sanches. A ela foi concedido o título de condessa de Sanches, em duas vidas, já viúva, por decreto do rei Luís I (r. 1861–1889) de 1 de maio de 1871. Sua filha Carolina seria a pretendente ao título.